# Bezirksgericht Innere Stadt Wien

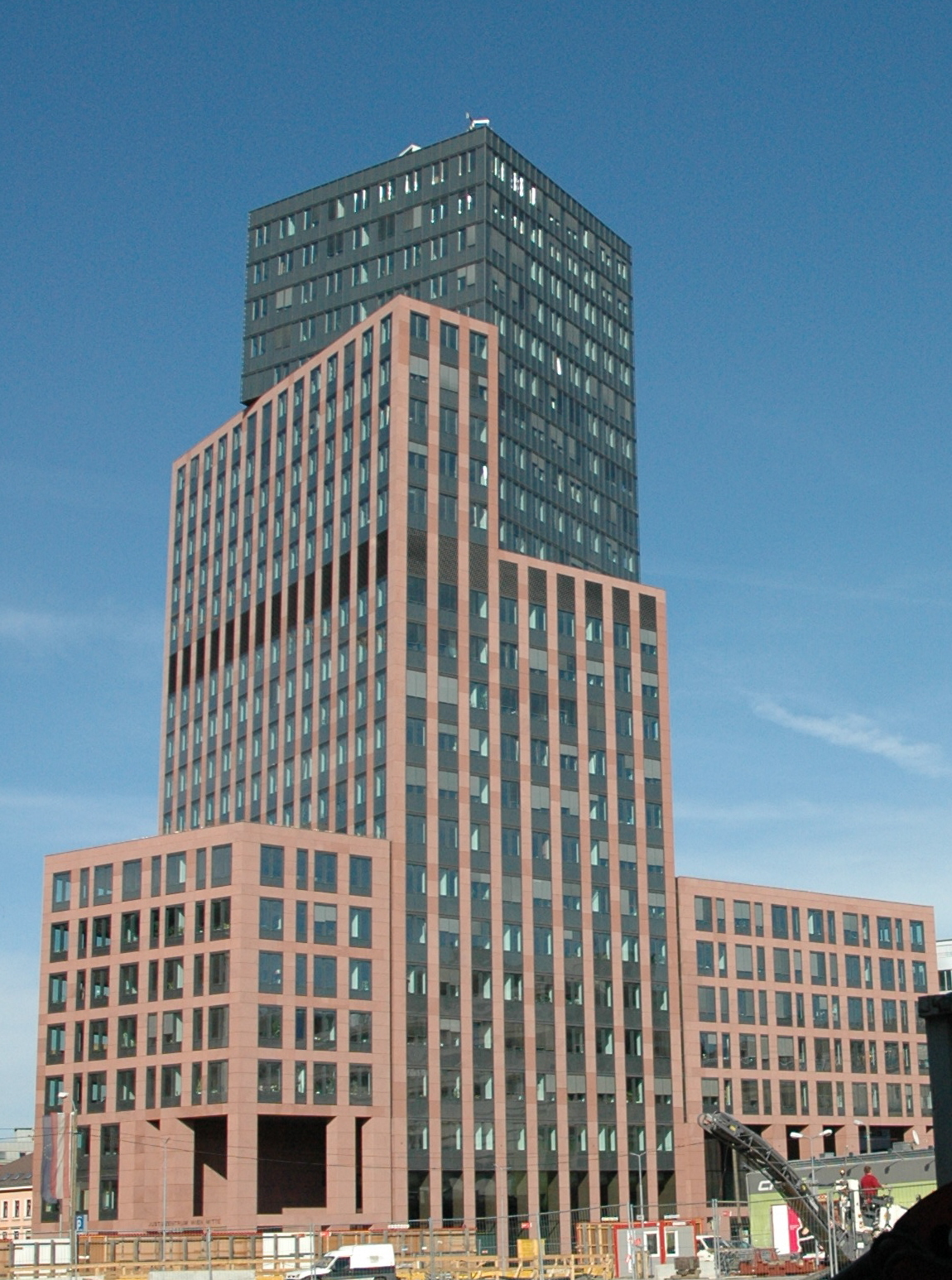
Justizzentrum Wien-Mitte, Sitz des Bezirksgerichtes Innere Stadt, des Bezirksgerichtes für Handelssachen und des Handelsgerichtes

Das Bezirksgericht Innere Stadt Wien ist eines von 13 Bezirksgerichten in Wien mit Sitz im Justizzentrum Wien-Mitte im Gemeindebezirk Landstraße. Gerichtsträger ist der Bund. Mit über 40 Richtern ist es das größte Bezirksgericht in Österreich und aufgrund seiner Zuständigkeit für den Gemeindebezirk Innere Stadt in zahlreichen Gesetzen als subsidiär zuständig normiert, wenn ein anderes Gericht nicht zuständig ist oder das zuständige Gericht nicht ermittelt werden kann.

## Zuständigkeit

### Allgemeine Zuständigkeit
Wie alle Bezirksgerichte ist auch das Bezirksgericht Innere Stadt Wien in seinem Gerichtsbezirk für die nachstehend aufgelisteten Angelegenheiten zuständig:
- Streitige Zivilprozesse mit einem Streitwert von nicht mehr als 15.000 Euro, ausgenommen in Handelssachen, hier liegt die Zuständigkeit beim Bezirksgericht für Handelssachen Wien;
- alle Ehe- und Familiensachen, Bestandstreitigkeiten, Grenz- und Dienstbarkeitssachen und Besitzstörungssachen unbeschadet des Streitwertes;
- die meisten Verfahren außer Streitsachen, insbesondere familienrechtliche Angelegenheiten (z. B. Obsorge, Unterhalt), miet- und wohnungseigentumsrechtliche Angelegenheiten, Verfahren nach dem Heizkostenabrechnungsgesetz und Verfahren zwischen Teilhabern (und deren Verwalter);
- Exekutionen;
- Insolvenzsachen, ausgenommen jene von Personen, die ein Unternehmen betreiben;
- Strafsachen für Vergehen, für die lediglich eine Geldstrafe oder eine Freiheitsstrafe im Ausmaß von maximal einem Jahr angedroht ist;
- Grundbuchssachen.

### Subsidiäre Zuständigkeiten
Viele Bundesgesetze sehen eine Zuständigkeit des Bezirksgerichtes Innere Stadt Wien vor, wenn
- eine Person keinen Gerichtsstand, Wohnsitz oder Aufenthalt im Inland hat oder
- dieser nicht ermittelt werden kann.

Das Bezirksgericht Innere Stadt Wien muss dann anstelle des eigentlich zuständigen Gerichtes einschreiten. Beispiele für solche gesetzlichen Bestimmungen finden sich beispielsweise in der Jurisdiktionsnorm, der Exekutionsordnung, dem Scheckgesetz 1955, dem Todeserklärungsgesetz 1950 oder dem Ehegesetz.

### Besondere Zuständigkeiten
Das Bezirksgericht Innere Stadt Wien führt für das gesamte Bundesgebiet das Seeschiffsregister.
Für den Vorsteher des Bezirksgerichtes Innere Stadt Wien sind aufgrund der beschriebenen Sonderstellung eigene Besoldungszulagen im Richter- und Staatsanwaltschaftsdienstgesetz vorgesehen.

## Instanzenzug
Dem Bezirksgericht Innere Stadt Wien sind übergeordnet das Landesgericht für Strafsachen Wien sowie das Landesgericht für Zivilrechtssachen Wien, ein weiterer Instanzenzug erfolgt an den Obersten Gerichtshof. Die Aufsicht im Rahmen der Justizverwaltung übt das Oberlandesgericht Wien aus.